# Tolpia conscitulana
Tolpia conscitulana là một loài bướm đêm thuộc họ Erebidae. Nó được tìm thấy ở Borneo.
Sải cánh dài 14–15 mm. Cánh sau khá nhỏ màu nâu và phía dưới nâu đồng nhất.